# На ярком солнце
«На ярком солнце» (фр. Plein Soleil) — художественный фильм совместного производства Франции и Италии, снятый французским режиссёром Рене Клеманом в 1960 году. Это первая экранизация романа Патриции Хайсмит «Талантливый мистер Рипли». Англоязычная версия известна под названием «Багровый полдень» (англ. Purple Noon). Фильм-лауреат кинопремии ассоциации «Детективных писателей Америки» Эдгара Алана По 1962 года.

## Сюжет
Филипп Гринлиф, сын американского миллионера, прожигает жизнь со своей подружкой Мардж в Италии. За ним таскается его соотечественник Том Рипли, которого отец Филиппа за пять тысяч долларов нанял вернуть своего сына в Сан-Франциско. Филипп, воспринимающий и Мардж, и Тома как свои игрушки, не желает возвращаться домой. Рипли проникается образом жизни Филиппа и решает его убить, чтобы занять его место в жизни. Он подстраивает ссору между Филиппом и Мардж во время прогулки на яхте, и обиженная Мардж оставляет их на яхте вдвоём. Том убивает Филиппа, бросает труп в море, привязав к нему якорь, и начинает жизнь под именем Филиппа. От Мардж он избавляется письмом, написанным на пишущей машинке Филиппа, в котором тот сообщает ей о разрыве отношений. Вскоре Фредди Майлз, разыскивающий своего пропавшего друга Филиппа, случайно раскрывает махинацию Тома, и Тому приходится избавиться и от него. Полиция подозревает в убийстве Фредди Филиппа Гринлифа, поэтому Том решает вернуть себе своё имя. Он инсценирует самоубийство Филиппа и подделывает завещание, согласно которому наследницей состояния Филиппа становится Мардж. Отец Филиппа признаёт последнюю волю сына. Том Рипли соблазняет Мардж, чтобы и дальше пользоваться средствами Филиппа. Он почти достигает своей цели, но при продаже яхты Филиппа неожиданно обнаруживается тело её хозяина, зацепившееся канатом за винт судна. Рипли уличён.

## Подбор актёров
Первоначально Ален Делон должен был играть Филиппа, а Жак Шарье — Тома Рипли. Шарье был на пике популярности после триумфа «Обманщиков» в 1958 году. Он подписал контракт с продюсерской компанией и в паузе снимался в фильме «Бабетта идёт на войну». Во время съёмок у него начался роман с Брижит Бардо, с которой он вскоре вступил в брак под пристальным вниманием мировых СМИ. Когда этот фильм вышел на экраны, Брижит Бардо оказалась беременной. Угнетённая своим материнством, она расстроила намерения Шарье, в то время как он решил посвятить себя жене и ребёнку, а также сделать операцию по поводу аппендицита всего за несколько дней до начала съёмок «На ярком солнце». Его участие отменилось, и продюсерская компания в ярости подала на него в суд. В этой чрезвычайной ситуации обратились за помощью к Морису Роне, уже получившему признание после успеха «Лифта на эшафот». Жак Шарье поймёт, что совершил роковую ошибку, а Морис Роне от всей души поблагодарит его за предоставленную возможность принять участие в фильме, который станет известным во всём мире. Роли поменялись местами: Ален Делон убедил Клемана позволить ему сыграть Тома и «малыша» в этом поддержала жена режиссёра.
Один из свидетелей съёмок сказал, что Делон появился, как молодая рысь. 23-летний актёр был известен только благодаря своей красивой внешности. Фильмы, в которых он принимал участие, милые, иногда хорошие, предлагали ему неглубокие характеры. Клеман увидел Делона в комедии «Слабые женщины» (фр. Faibles Femmes) и взял на себя риск возложить на плечи молодой романтической звезды всю нагрузку главной роли, очень дополняющей его красоту и, как окажется, ключевой для дальнейшей кинематографической карьеры. Клеман предложит ему роль в своём следующем фильме, аналогичное приглашение поступит ему и от Лукино Висконти, и Делон их примет.
В 2013 году Делон прибыл на Каннский кинофестиваль, чтобы отдать дань Рене Клеману в год столетия со дня рождения режиссёра:

Рене Клеман — это мой мэтр, это он меня всему научил. Это был величайший постановщик из тех, которых я знал, величайший оператор-постановщик, величайший кинооператор.Оригинальный текст (фр.)René Clément est mon maître, c’est lui qui m’a tout appris. C’était le plus grand metteur en scène que j’ai connu, le plus grand cadreur, le plus grand caméraman.— Béatrice de Mondenard
Роль Филиппа таким образом досталась уже опытному 32-летнему актёру Морису Роне, который сделает циничный, ледяной тон этого персонажа своим отличительным стилем. Оба актёра подружатся во время съёмок и потом ещё несколько раз снимутся вместе. Характеры и психологическое противостояние героев Роне и Делона найдут продолжение в фильме Жака Дерэ «Бассейн» (1969).
20-летней Майтене Мари Думенак была отдана роль Мардж, невесты Филиппа. В своём первом фильме под именем Мари Лафоре она сыграла ещё до изменения формы носа, а её глаза необыкновенного цвета будут воспеты через год в фильме её мужа Жана-Габриэля Альбикокко (фр. Jean-Gabriel Albicocco) «Златоокая девушка» (фр. La fille aux yeux d'or). Позже она скажет, что ей было очень скучно во время съёмок На ярком солнце.
Роми Шнайдер, в то время официальная невеста Алена Делона, появилась в фильме в эпизодической роли подруги Фредди Майлза.

## Приём
Успех «На ярком солнце» не был скорым: фильм был представлен как триллер, вышел в показ только в двух кинотеатрах и не бил рекорды. Однако слух о нём распространился и способствовал тому, что за несколько недель в Париже его посмотрели 521 015, а по всей Франции во время премьеры — 2 437 874 человек. Потом фильм обошёл весь мир, включая Японию, которая была буквально очарована Делоном. На протяжении многих лет картина приобретала заслуженную репутацию и стала классикой. Благодаря стабильной популярности Алена Делона, в Париже в 1968 и в 1989 годах относительно успешно прошли повторные премьеры фильма — с большой помпой и под ярлыком «шедевр».
В 2015 году фильм «На ярком солнце» назван в числе ста самых лучших французских фильмов в истории кино, выбранных жюри из нескольких десятков специалистов: режиссёров, актёров, продюсеров, техников и журналистов.

## Критика
«На ярком солнце» получил преимущественно хвалебные отзывы критиков, он имеет преданных поклонников и по сей день, в числе которых также режиссёр Мартин Скорсезе.
Французская газета «Le Monde» подытожила:

«На ярком солнце» — очень красивый фильм Рене Клемана, хотя не принятый единодушно: недоброжелатели обвиняют его в чрезмерном обращении к магнетизму актёров и отступлении от романа. Мне кажется, фильм следует рассматривать скорее как целостность, очень красивую целостность.Оригинальный текст (фр.)Plein soleil est un très beau film de René Clément mais il ne fait pas l’unanimité : ses détracteurs lui reprochent d’être trop accès sur le magnétisme des comédiens et une mise en retrait de l’intrigue. Le film me semble plutôt à considérer comme un ensemble, un très bel ensemble.— Le Monde.fr
Мнение Патриции Хайсмит о фильме было неоднозначным. Она сказала, что Делон в роли Тома Рипли был «великолепен», и в целом оценила фильм как «очень красивый для глаз и интересный для ума», но критиковала окончание, где Рипли был пойман полицией:

Это была ужасная уступка так называемой общественной морали, что преступник должен быть пойман.Оригинальный текст (англ.)It was a terrible concession to so-called public morality that the criminal had to be caught.— Andrew Wilson
Американский кинокритик и телеведущий Роджер Эберт оценил версию 1999 года «Талантливый мистер Рипли» пятью «звёздами», в то время как экранизации «Purple Noon» он поставил три «звезды», высказывая такое мнение, что «самое лучшее в фильме — это то, как сюжет изобретает для Рипли способ создания ему идеального прикрытия», но подвергая критике «менее удовлетворяющее окончание», когда «Purple Noon» заканчивается таким образом только потому, что у Клемана нет железных нервов Хайсмит".
Джеймс Берардинелли (англ. James Berardinelli), американский писатель и критик, присвоил фильму «Purple Noon» четыре «звезды», а «Талантливого мистера Рипли» удостоил только двумя с половиной. Берардинелли похвалил игру Делона, сказав, что «Том обворожителен, потому что Делон его делает таким», а также похвалил фильм за «профессиональную киносъёмку и чёткую режиссуру». Берардинелли поместил «Purple Noon» в список ста лучших фильмов за всю историю и сравнил его с фильмом 1999 года:

Ремейк вернулся к первоисточнику, «Талантливому мистеру Рипли» Патриции Хайсмит. Хотя этот итог, возможно, ближе к событиям, происходящим в книге Хайсмит, но значительно хуже. Мало сказать, что он проигрывает по сравнению с «Purple Noon». Практически во всех отношениях кинофильм Рене Клемана 1960 года превосходит версию 1999 года Мингеллы, от операторской работы и актёрской игры до сценария. Мэтт Деймон может быть правдоподобным Рипли, но только для тех, кто никогда не видел трактовку Алена Делона.Оригинальный текст (англ.)The remake went back to the source material, Patricia Highsmith's The Talented Mr. Ripley. The result, while arguably truer to the events of Highsmith's book, is vastly inferior. To say it suffers by comparison to Purple Noon is an understatement. Almost every aspect of Rene Clement's 1960 motion picture is superior to that of Minghella's 1999 version, from the cinematography to the acting to the screenplay. Matt Damon might make a credible Tom Ripley but only for those who never experienced Alain Delon's portrayal.
Журналист и кинокритик из Великобритании Рич Клайн (англ. Rich Cline) поставил фильму пять «звёзд» и порекомендовал его к просмотру:

В разгар Nouvelle Vague мастер саспенса Клеман адаптирует роман Патриции Хайсмит «Талантливый мистер Рипли» для культового, медленно разгорающегося триллера. Восстановленный в первозданном виде этот мастерски сделанный фильм совершенно завораживающий. И его исследование безжалостной амбиции по-прежнему остро, своевременно.Оригинальный текст (англ.) At the height of the Nouvelle Vague, master of suspense Clement adapted Patricia Highsmith's novel The Talented Mr Ripley into an iconic, slow-burn thriller. Pristinely restored, this expertly made film is utterly mesmerising. And its exploration of ruthless ambition is still fiercely timely.— Rich Cline
Индийский кинокритик и писатель Нандини Рамнат (англ. Nandini Ramnath) высказалась так в «Scroll.in»:

Деймон и Хоппер подошли ближе в передаче беспощадности и амбиций Тома Рипли, но Делон без усилий улавливает его загадочность.Оригинальный текст (англ.)Damon and Hopper come close to conveying the ruthlessness and ambition of Tom Ripley, but Delon effortless captures his mystique.— Nandini Ramnath

## Художественные особенности
Режиссёр стал мишенью агрессивной критики органа французской «Новой волны» Cahiers du cinéma, в частности, Франсуа Трюффо. Он обвинял Клемана в том, что его произведения значительно устарели. Между тем Клеман постоянно использовал новшества, которые придали подлинную документальность ряду его работ: съёмки с подвижной камерой, минимальное искусственное освещение, съёмки на месте действия в городах (Лондон, Генуя), где актёры играют перед скрытыми камерами.
Сценарий «На ярком солнце» был создан Клеманом в сотрудничестве с Полем Жегофом (фр. Paul Gégauff), тесно связанным с «Новой волной», и её влияние совершенно отчётливо видно в картине, прежде всего в сценах вне помещений, часто снимаемых in situ. В этом фильме также можно найти много сцен, снятых в один проход, как например прогулка Тома и Филиппа по Риму в начале сюжета.
Все кадры Рене Клеманом были отмерены до миллиметра: режиссёр сам выполнял монтаж фильма. Он очень тщательно подошёл к выбору места съёмок в Италии, чтобы они достаточно хорошо соответствовали местам, описанным Патрицией Хайсмит. Он также обратил особое внимание на музыку Нино Рота с иронично счастливым звучанием неаполитанской мандолины.
Отличная операторская работа Анри Декаэ прекрасно передала свет южной Италии, белизну домов, синеву неба и моря. Зной ощущается почти физически. По-особенному передана архитектура города, его домов. Именно Декаэ выбирал предметы, украшающие помещения. Эффект замедленной съёмки и ускорения звука создают ощущение странности и добавляют кадрам внутреннее напряжение.

## Реставрация
Восстановление фильма в цифровом формате 4K было проведено французской кинокомпанией «StudioCanal» совместно с «Французской синематекой» (фр. Cinémathèque Française) при поддержке Франко-американского культурного фонда. Реставрационные работы были поручены лаборатории «L’Immagine Ritrovata» в Болонье, которая возвратила всё великолепие изображению и звуку этого великого кино.
Повторная премьера «На ярком солнце» в этой восстановленной версии состоялась во Франции 2 июля 2013 года в DVD и Blu-ray, в коллекционном издании, под редакцией «StudioCanal», и в кинотеатрах 10 июля 2013 года (дистрибьютор «Carlotta Films»). Также под редакцией «StudioCanal» DVD и Blu-ray фильм вышел в том же году в Германии и в Великобритании.
Восстановленная версия фильма была представлена на 66-м Каннском кинофестивале.

## Номинации, награждение, показы

### Номинации[16]
- 2007: в «Ретроспективе» (фр. Rétrospective) 25-го Международного фестиваля детективного кино в Боне (фр. Festival international du Film Policier de Beaune), Франция
- 2013: в «Киноклассике» (фр. CinéClassics) 11-го Парижского фестиваля кино (фр. Festival Paris Cinéma)

### Награда
- 1962: «Эдгар» (англ. Edgar) за лучший сценарий иностранного фильма — Премия Эдгара Алана По[17]

#### Показы
- 2013: Les incontournables TMC Cinéma — Кинофестиваль «Елисейские поля» (фр. Champs-Élysées Film Festival)[18]
- 2013: «Каннская классика» (англ. Cannes classics) — 66-й Каннский кинофестиваль[19]
- 2014: Classics selection — CoLCoA French Film Festival, США[20]
- 2015 : Внеконкурсный показ — 5-й My French Film Festival, Франция[21]

## В ролях
- Ален Делон — Том Рипли
- Морис Роне — Филипп Гринлиф
- Мари Лафоре — Мардж Дюваль
- Роми Шнайдер — эпизодическая роль (в начале фильма: одна из двух девушек, сопровождающих друга Филиппа Фредди Майлза на улице Рима).

## Съёмочная группа
- Режиссёр — Рене Клеман
- Сценарий и диалоги: Рене Клеман, Поль Жегоф по роману Патриции Хайсмит «Талантливый мистер Рипли»
- Продюсеры: Раймон Аким, Робер Аким, Гоффредо Ломбардо
- Оператор-постановщик — Анри Декаэ
- Композитор — Нино Рота